# Rapadalen

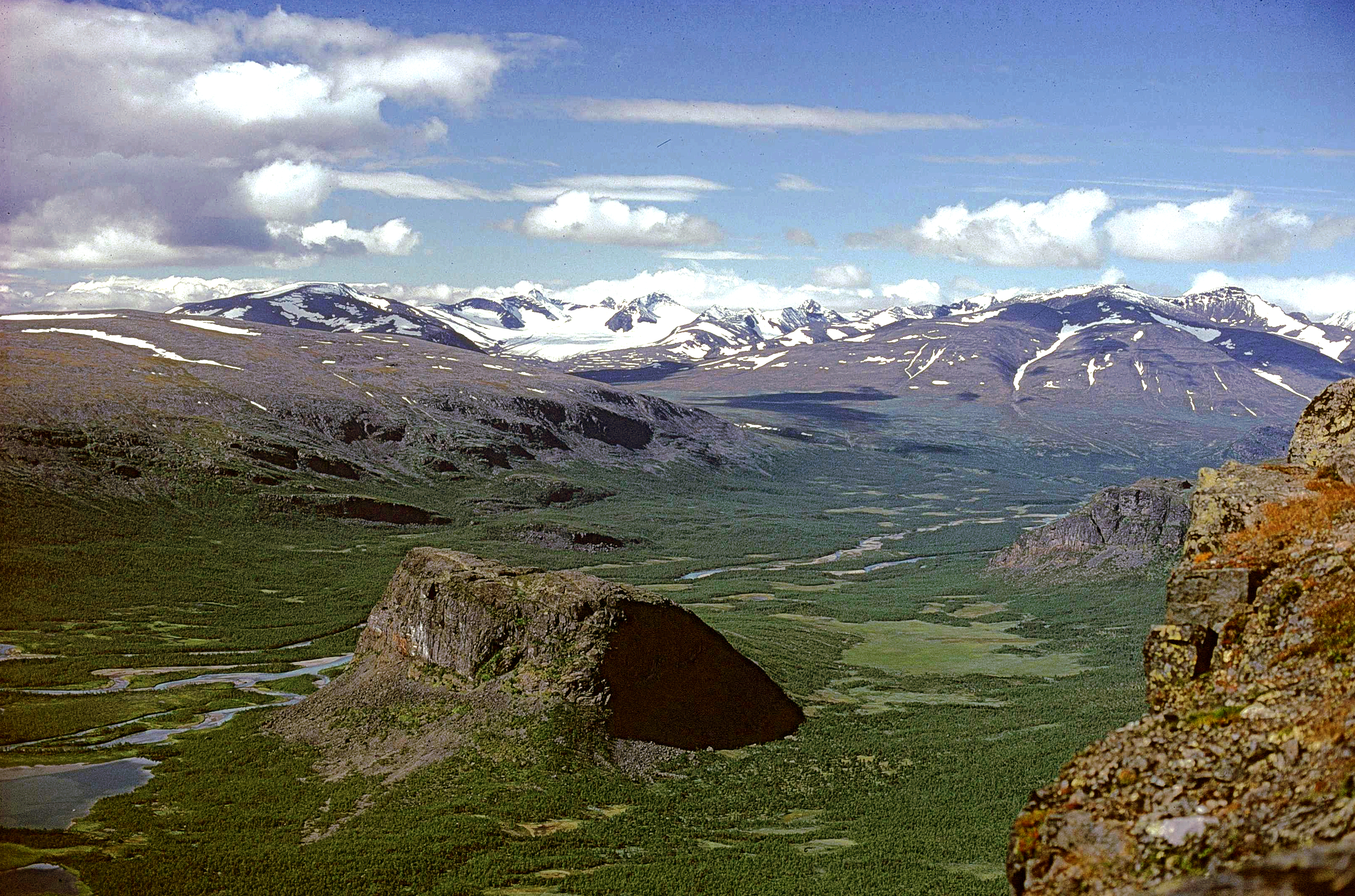
Rapadalen

Rapadalen ist ein Tal im schwedischen Nationalpark Sarek. Es erstreckt sich auf einer Länge von ca. 35 Kilometern vom Zentrum des Nationalparks in südöstlicher Richtung bis zum See Laitaure.
Das Tal wird durch den Rapaälv gebildet. Innerhalb des Rapadals bildet der Rapaälv zwei deltaähnliche Landschaften aus:
Das Rapaselet ist ein in den letzten Jahrtausenden verlandeter See. Das Rapadelta ist die Mündung des Rapaälvs in den Laitaure. Durch das viele mitgeführte Sediment des Rapaälvs verlandet der Laitaure und wird in einigen Jahrtausenden dem Rapaselet ähneln.

## Flora und Fauna
Zu den im Rapadal vorkommenden Tieren gehören der Elch (Alces alces), der Vielfraß (Gulo gulo), der Luchs (Lynx lynx) und der Wolf (Canis lupus).
Zu den Pflanzen im Rapadal zählen: Birken (Betula) sowie Weiden (Salix). Außerdem findet man hier Norwegisches Fingerkraut (Potentilla norvegica), die Vierblättrige Einbeere (Paris quadrifolia), die Aufrechte Schlüsselblume (Primula stricta) und die Lappland-Alpenrose (Rhododendron lapponicum).

## Wanderwege
Im Tal gibt es, wie überall im Nationalpark Sarek, keine Unterkünfte und keine festen, markierten Wanderwege. Wohl aber gibt es auf der Nordseite des Tals durch die häufige Frequentierung Trampelpfade. Häufiger begangen ist die Nordseite des Tals, da diese trotz vieler schwieriger Flussdurchquerungen als einfacher gilt. Durch den breiten und tiefen Rapaälv ist ein Wechsel von der Nord- zur Südseite des Tals nicht möglich. Für eine Durchwanderung des Rapadalen von Aktse bis zur Mikkastugan, einer verschlossenen Hütte der Nationalparkverwaltung im Zentrum des Sarek Nationalparks, werden etwa vier Tage benötigt. Weitere Tage sind nötig, um bis zur Mikkastugan zu kommen bzw. von ihr wegzuwandern.

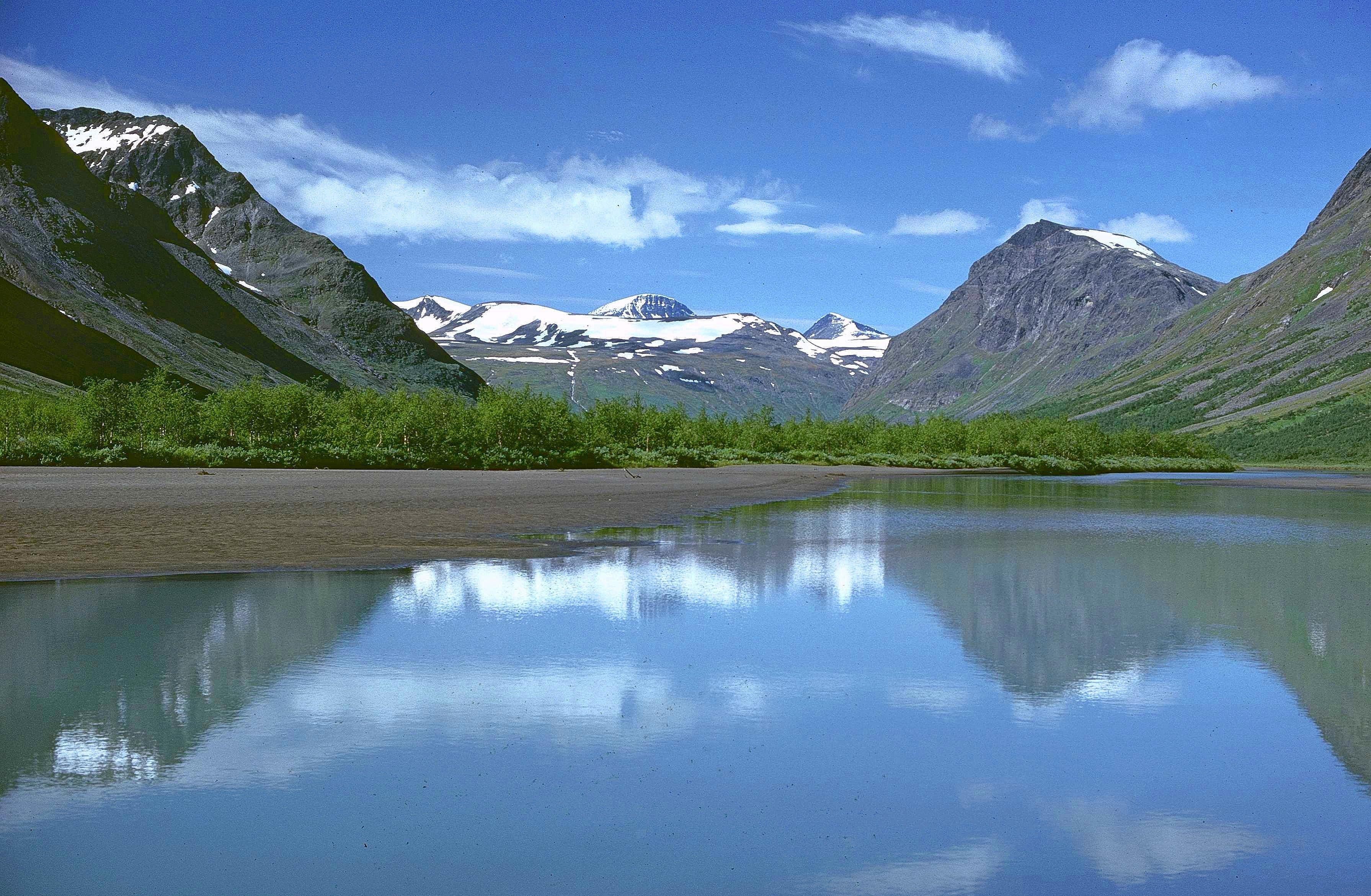
Das Rapadelta
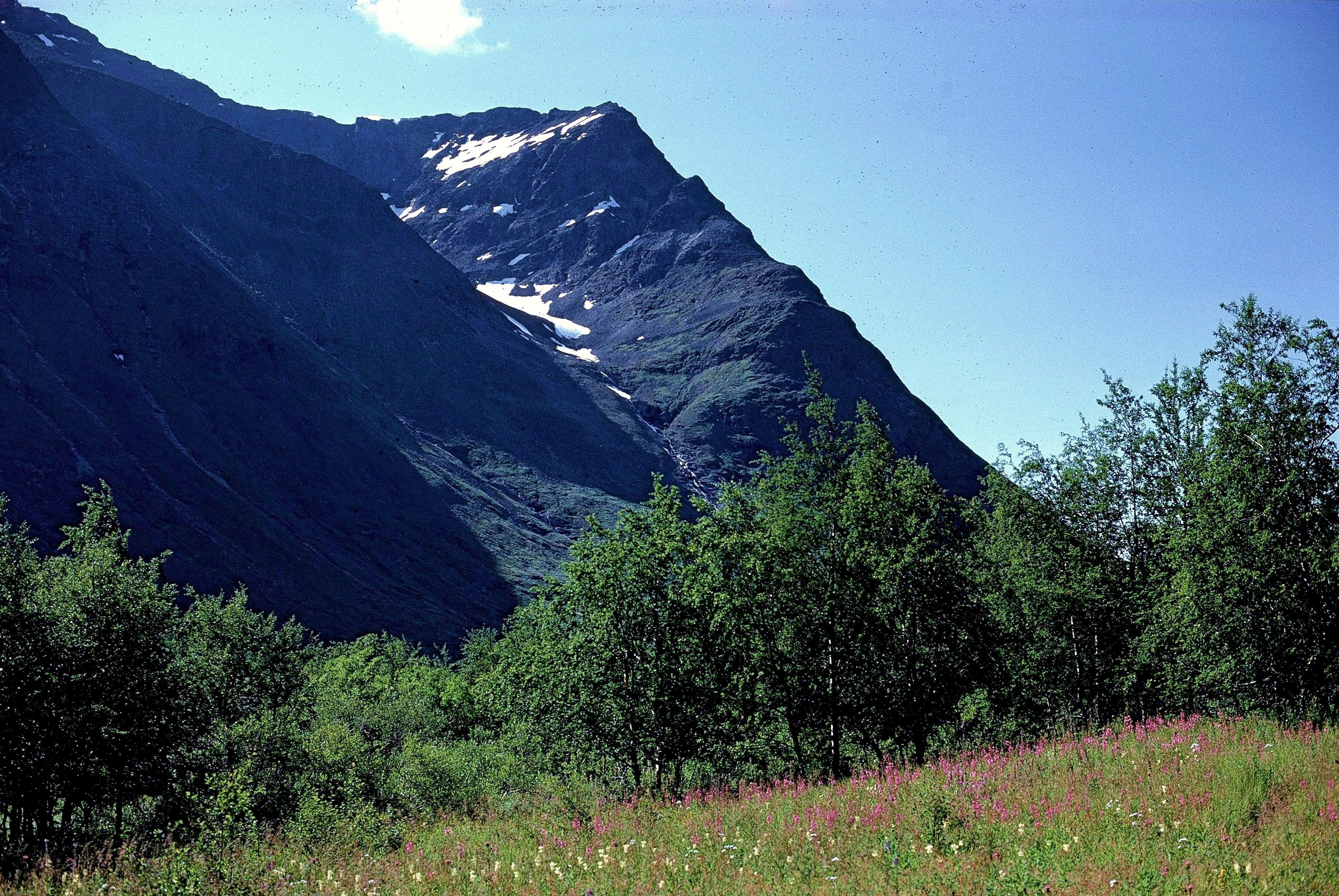
Ängsmark
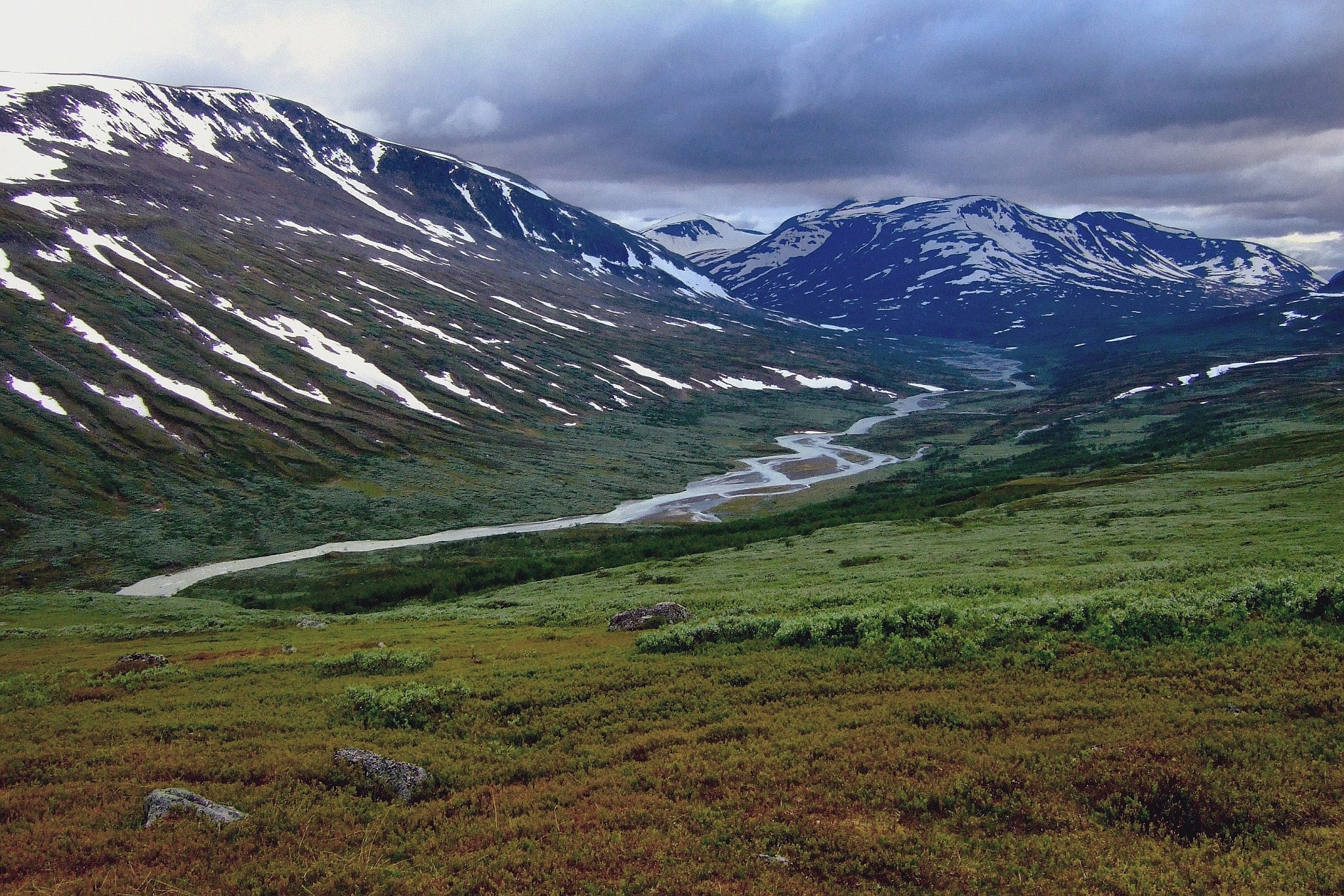